# Mayakalendern
Mayakalendern är ett system av flera enskilda kalendrar, som användes av maya-folken i det förcolumbianska Mellanamerika. De olika kalendrarna var ett uttryck för mayakulturens intresse för astronomi och tiden. Den anknyter till astronomiska observationer av solår, månår och Venus synodiska perioder. Andra matematiskt väl definierade tidsperioder hade rituella ändamål utan synbar anknytning till kända naturcykler. Sin matematik baserade mayaindianerna på talet 20. Matematiker i allmänhet har fascinerats av mayaindianernas matematiska system.
Mayansk tideräkning blev därmed en komplicerad historia, genom att de olika kalendrarna kunde synkroniseras och låsas mot varandra på flera sätt, så att kombinationerna gav upphov till andra längre tidscykler. Element av detta återfinns även hos andra centralamerikanska kulturer. Huvuddragen av mayas kalender baseras på ett system som varit i allmänt bruk i området från 600-talet före vår tideräkning. Det har flera karakteristiska detaljer gemensamma med tidigare mellanamerikanska civilisationer, såsom zapoteker, olmeker, mixteker, och senare också aztekerna. Fastän den mesoamerikanska kalendern inte skapades av maya, har deras utveckling och förfinande av den gjort den till den mest sofistikerade av dåtida kalendrar.

## Olika samverkande kalendrar

### Tzolkin
Den mest använda av dessa  kalendrar saknar anknytning till solåret med sin period, tonalamatl på 260 dygn. 260-dygnskalendern var i allmänt bruk i samhällen över hela Mesoamerika och är med stor säkerhet den äldsta av kalendrarna. Den används för att bestämma tiden för religiösa och ceremoniella händelser och för spådomar. Kalendern används fortfarande för rituella ändamål i några områden i Oaxaca och bland mayabyar på det guatemalanska höglandet. Mayaversionen går under namnet Tzolkin, dygnsräkning. 
Tzolkin-kalendern parar fortlöpande ihop 20 dagnamn med 13 tal från en trecena-cykel, vilket ger 260 dagar med unika beteckningar. Skild från denna, ges varje dag ett namn i följd från en lista med 20 stycken dagnamn. Varje påföljande dag är numrerad från 1 till 13 och börjar sen på nytt vid 1, men med det 14:e tecknet ur dygnstabellen och så vidare. 
Tzolkin kan också sägas bestå av 13 stycken 20-dagars ”månader”, uinal. 20-dygnsperiodens dagar har alla egna namn:
| Ordn. tal 1 | Dag namn 2 | Glyf exempel 3 | 1500-tals. Yucatec 4 | rekonstruerad Klassisk maya 5 | Ordn. tal 1 | Dag namn 2 | Glyf exempel 3 | 1500-tals. Yucatec 4 | rekonstruerad Klassisk maya 5 |
| --- | ---------- | -------------- | -------------------- | ----------------------------- | ----------- | ---------- | -------------- | -------------------- | ----------------------------- |
| 01 | Imix'      |                | Imix                 | Imix (?) / Ha' (?)            | 11          | Chuwen     |                | Chuen                | (okänt)                       |
| 02 | Ik'        |                | Ik                   | Ik'                           | 12          | Eb'        |                | Eb                   | (okänt)                       |
| 03 | Ak'b'al    |                | Akbal                | Ak'b'al (?)                   | 13          | B'en       |                | Ben                  | C'klab                        |
| 04 | K'an       |                | Kan                  | K'an (?)                      | 14          | Ix         |                | Ix                   | Hix (?)                       |
| 05 | Chikchan   |                | Chicchan             | (okänt)                       | 15          | Men        |                | Men                  | (okänt)                       |
| 06 | Kimi       |                | Cimi                 | Cham (?)                      | 16          | K'ib'      |                | Cib                  | (okänt)                       |
| 07 | Manik'     |                | Manik                | Manich' (?)                   | 17          | Kab'an     |                | Caban                | Chab' (?)                     |
| 08 | Lamat      |                | Lamat                | Ek' (?)                       | 18          | Etz'nab'   |                | Etznab               | (okänt)                       |
| 09 | Muluk      |                | Muluc                | (okänt)                       | 19          | Kawak      |                | Cauac                | (okänt)                       |
| 10 | Ok         |                | Oc                   | (okänt)                       | 20          | Ajaw       |                | Ahau                 | Ajaw                          |
| NOTER: 1. Den namngivna dagens ordningsnummer i Tzolk'in-kalendern 2. Dagens namn i guatemalanska Academia de Lenguas Mayas standardiserade och reviderade ortografi. 3. En glyf (logogram) för den angivna dagen. För flertalet finns flera olika former noterade; de som visas här är typiska för utskurna monumentinskrifter (i kartusch-version) 4. Dagens namn, som de noterats från 1500-talets redogörelser på Yukatek mayaspråk, främst Diego de Landa; denna ortografi har tills nyligen ofta använts. 5. De flesta av dagarnas korrekta namn är inte kända, såsom de talades under den Klassiska perioden (cirka 200–900), när flertalet inskrifter kom till. Versionerna här (på dåvarande huvudspråket klassisk maya) är rekonstruerade på basis av fonologiska belägg, där sådana finns; en '?' symbol anger att rekonstruktionen är tentativ. |            |                |                      |                               |             |            |                |                      |                               |

### Årskalendrar

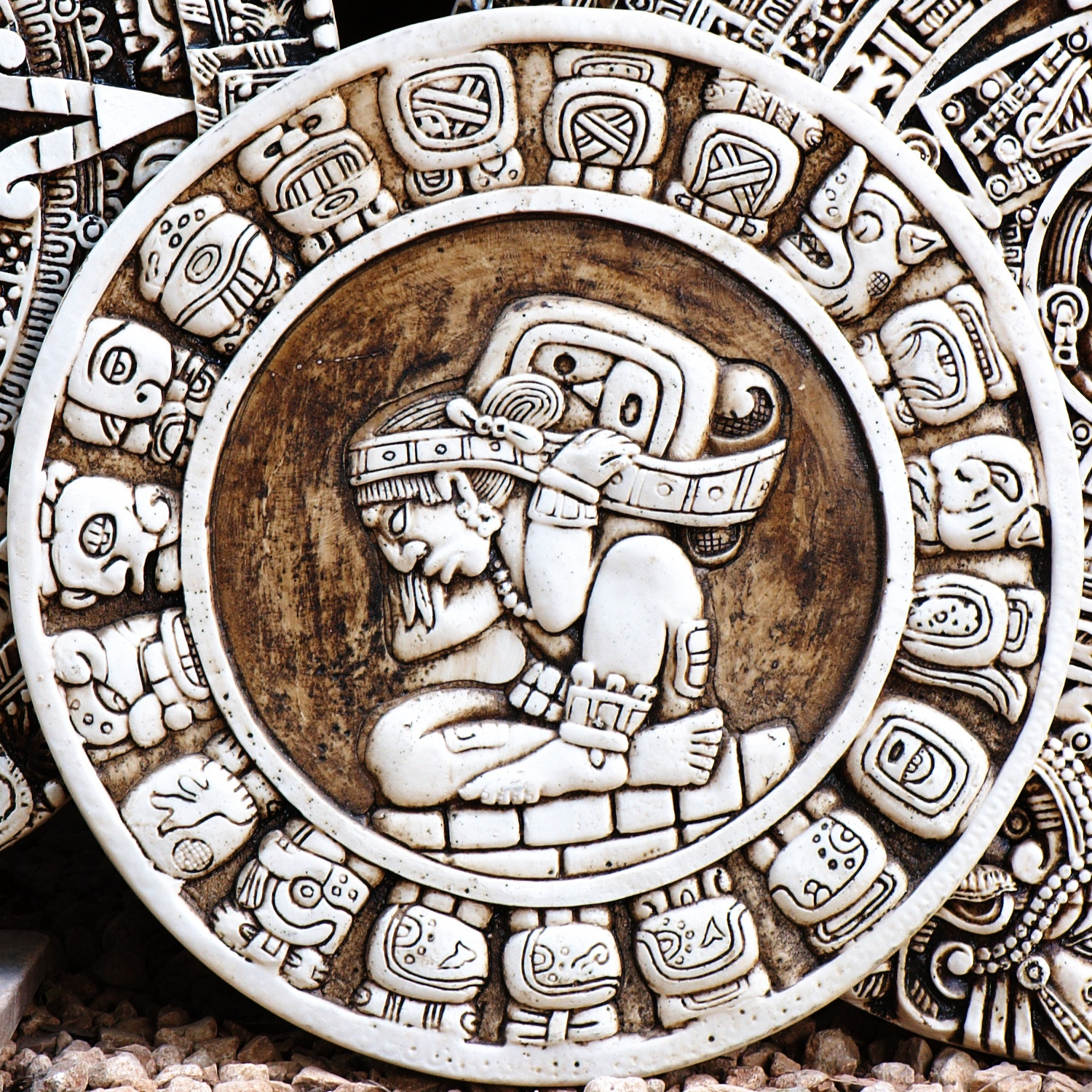
Haabcirkel med maya-zodiakens 19 tecken, där nr 1. Pop står strax för kl.12 och fortsätter runt medurs

Tun var en ungefärlig årsenhet om 360 dygn, som användes för historisk tidsregistrering. Tun bestod av 18 stycken 20-dygnsperioder med egna namn.
Till vardags fanns en 365-dygns kalender känd som haab. Den bestod av ett tun plus fem olycksbådande extradygn vid årsslutet, uayeb. Om dessa skriver Foster (2002) 
"Under Wayeb, är portaler mellan de dödligas rike och Xibalba upplösta. Inga gränser hindrar de illfänande gudomarna från att orsaka katastrofer." För att hålla dessa onda andar på avstånd, hade maya sedvänjor och ritualer, som de praktiserade under Wayeb'. Folk undvek till exempel att lämna sina hus och att tvätta eller kamma håret.
Haab-månaderna: 1.Pop (matta), 2.Wo (svart konjunktion), 3.Sip (röd konjunktion), 4.Sotz’ (fladdermus), 5.Tzek (bevattningsdags), 6.Xul (hund), 7.Yaxk’in (ny sol), 8.Mol (vatten), 9.Ch’en (svart storm), 10.Yax (grön storm), 11.Sak (vit storm), 12.Keh (), 13.Mak (inhägnad), 14.K’ank’in (gul sol), 15.Muwan (uggla), 16.Pax (planteringsdags), 17.K’ayab (sköldpadda) och 18.Kumk’u (majsbod). 19.Uayeb (otur), var de fem oheliga namnlösa dagarna.
Trots att man vet att maya med stor noggrannhet kände till det synodiska årets längd, verkar det inte som om de alls tagit hänsyn till skottår i kalendersammanhang. Detta leder till korrigering, när man vill räkna om till Gregorianska kalendern.

### Cykliska perioder
Tzolkin kunde kombineras med haab som två kugghjul till en synkroniserad längre period om 52 haab, eller 73 tonalamatl, det vill säga 18 980 dygn som var en betydelsefull kalenderrunda på ungefär 52 solår.
Man iakttog också det 584-dygns venusomloppet, något som detaljerat har avhandlats med mayaskrift i den så kallade Dresden Codex. Maya hade liksom babylonierna upptäckt att en cykel om åtta haab sammanfaller med fem venusomlopp. Dessutom hade man med relativt enkel aritmetik lyckats gifta ihop detta med två kalenderrundor. En dubbel kalenderrunda på 104 år motsvarar nämligen exakt 65 venuscykler. Men maya som var besatta av tidens gång och kalendariska hållpunkter gick längre än så. De ville få Venus att ännu bättre matcha den 260-dagars Tzolkin. Detta krävde betydligt flera cykler, och deras stora Venusrunda kom att omfatta 301 synodiska omlopp under en period av 481 år med ett fel på endast 2 timmar.
Mayas tidsbegrepp var hårt knutet till religiösa föreställningar och händelser som utlöste rituella åtgärder, vilka följde konjunktioner och Venus uppdykande som morgon- respektive aftonstjärnan. Venuscykeln var speciellt knuten till guden Kukulcán och reglerade de tidpunkter då krigshandlingar kunde väntas vara framgångsrika. Problemet med cyklerna var att de inte lämpade sig för datering. Även en "supersiffra" i dagar, som motsvarade 36 dubbla kalenderrunor, det vill säga 3 744 haab och av vissa forskare felaktigt klassats som ett "Långa räkningen"-tal, saknar startpunkt.

## Historisk datering

Mayanska siffror

För att gå vidare behövs lite insikt i mayakulturens matematik. Den är ett så kallat vigesimalt talpositionssystem med 20 som bas i stället för vårt med 10. Det behövs alltså 19 olika siffertecken utöver noll och varje enhet i en given position representerar 20 gånger enheten i positionen som står före. Talen skrevs vertikalt nedifrån och uppåt. Redan på 300-talet hade man tagit nollan i bruk, men använde sig trots beräkningar utförda med noggrannhet på hundradelar av dygn, aldrig av tjugondelar eller andra bråktal.
För att staka ut längre tidsperioder och för att skriva ut årsdateringar användes en annan typ av kalender, som inte utgick från haab, men likväl kunde relatera olika händelser i förhållande till varandra. Denna form är känd som den Långa Räkningen och baseras på det antal hela dygn, som förflutit sedan en viss mytisk startpunkt, epok, "år noll" i det förflutna. Epoken motsvarar antingen den 11 eller 13 augusti 3114 f.Kr. i den Proleptiska gregorianska kalendern beroende på vilken formel som används. Startpunkten runt 12 augusti 3114 f.Kr. är inte heller befriad från mayafolkets cykliska tidsuppfattning. Den betraktades bara som slutpunkt på en föregående ”stor årscykel” om 5 200 tun och datumet ligger nära en heliakisk uppgång för Venus. Även om Långa Räkningen troligen uppfanns av olmekerna, har den blivit närmast knuten till mayakulturen.
Den Långa Räkningen noterades med positionssystemet, där varje position har namn som betecknar den högre multipeln dygn. Denna kunde utsträckas att representera godtyckliga datum i en fjärran framtid. Grundkonceptet tros även här vara ett arv från tidigare mesoamerikanska kulturer. Långa räkningen bygger på talserier med basen 20 om antal hela 360-dygns perioder, tun. Den "Långa räkningen" är därför en kalender med dygn som grundenhet av samma typ som den gängse astronomiska julianskt datum. I denna kan vi med olika SI-prefix åstadkomma längre tidsperioder och säga till exempel att det i dag har gått ungefär 2,5 megadygn sen dess epok. 
Mayakalendern bygger i stället på 20-talsmultipler av tun med två undantag: i positionerna "tun" och i vissa fall 13 "baktun". I en datumangivelse räknar man alltså bara till 18 i tredje positionen och får slutresultatet i antal hela dygn. (Här ville man ha en närmare korrelation till det tropiska året än 20 × 20 = 400 dygn). I övrigt är Långa räkningens cykler helt oberoende av solåret.
Det mayanska ordet för dygn är kin och tjugo kin är en uinal. Arton uinal blir ett tun; tjugo tun bildar katun, tjugo katun utgör en baktun, drygt 394 år, som var den längsta perioden som astrologerna tillmätte betydelse. Vid ett baktunskifte var makthavarna ängsliga för förändringar och astrologerna hade en bråd tid. Maya hade dock framförhållning och mayaforskarna har namngivit inte bara baktun utan även inte mindre än fyra högre-ordnings cykler: pictun, kalabtun, k'inchiltun, och alautun (en alautun blir cirka 63 miljoner år).
| Dygn           | Långa Räkningen perioder | Långa Räkningen enheter | Solår      | Tun        |
| -------------- | ------------------------ | ----------------------- | ---------- | ---------- |
| 1              |                          | = 1 kin                 |            |            |
| 20             | = 20 kin                 | = 1 uinal               |            |            |
| 360            | = 18 uinal               | = 1 Tun                 | ~ 1        | 1          |
| 7 200          | = 20 Tun                 | = 1 katun               | 19,7       | 20         |
| 144 000        | = 20 katun               | = 1 baktun              | 394,3      | 400        |
| 1 872 000      | = 13 Bbaktun             | = 1 stor årscykel       | 5 125      | 5 200      |
| 2 880 000      | = 20 baktun              | = 1 pictun              | 7 885      | 8 000      |
| 57 600 000     | = 20 pictun              | = 1 kalabtun            | 157 808    | 160 000    |
| 1 152 000 000  | = 20 kalabtun            | = 1 k'inchiltun         | 3 156 164  | 3 200 000  |
| 23 040 000 000 | = 20 k'inchiltun         | = 1 alautun             | 63 123 288 | 64 000 000 |

Kalendern rullar vidare i 1261622411 år till.  
Mayainskriptioner med långa räkningen kompletteras ofta med en så kallad Lunarserie: en annan kalendarisk form som ger information om månens fas och läge under halvårsvisa månvarvscykler.
Julianska dagtal räknar dagarna oavsett vilket datum dagarna har enligt den gregorianska, muslimska eller andra kalendrar. Här följer tre aktuella räkneexempel enligt mayakalenderns Långa räkning vigesimala system med dygn som grundenhet:
- 12.19.19.17.19 (20 december 2012), 13:e baktuns sista dag
- 13.0.0.0.0 (21 december 2012) 14:e baktuns första dag
- 1.0.0.0.0.0.0.0.0 (om 63076240 år i framtiden)

|                         | Alautun            | K'inchiltun       | Kalabtun       | Pictun        | Baktun       | Katun      | Tun      | Uinal   | Kin    | Summa dagar            |
| ----------------------- | ------------------ | ----------------- | -------------- | ------------- | ------------ | ---------- | -------- | ------- | ------ | ---------------------- |
| Dagvärde                | 23 040 000 000     | 1 152 000 000     | 57 600 000     | 2 880 000     | 144 000      | 7 200      | 360      | 20      | 1      |                        |
| 20 december 2012        |                    |                   |                |               | 12           | 19         | 19       | 17      | 19     |                        |
| Beräkning               |                    |                   |                |               | 144 000 * 12 | 7 200 * 19 | 360 * 19 | 20 * 17 | 1 * 19 |                        |
| Summa                   |                    |                   |                |               | 1 728 000    | + 136 800  | + 6 840  | + 340   | + 19   | = 1 871 999 dagar      |
| 21 december 2012        |                    |                   |                |               | 13           | 0          | 0        | 0       | 0      |                        |
| Beräkning               |                    |                   |                |               | 144 000 * 13 | 7 200 * 0  | 360 * 0  | 20 * 0  | 1 * 0  |                        |
| Summa                   |                    |                   |                |               | 1 872 000    | + 0        | + 0      | + 0     | + 0    | = 1 872 000 dagar      |
| 2:a alautuns första dag | 1                  | 0                 | 0              | 0             | 0            | 0          | 0        | 0       | 0      |                        |
| Beräkning               | 23 040 000 000 * 1 | 1 152 000 000 * 0 | 57 600 000 * 0 | 2 880 000 * 0 | 144 000 * 0  | 7 200 * 0  | 360 * 0  | 20 * 0  | 1 * 0  |                        |
| Summa                   | 23 040 000 000     | + 0               | + 0            | + 0           | + 0          | + 0        | + 0      | + 0     | + 0    | = 23 040 000 000 dagar |

Systemet tillåter tidsrymder upp till 19 Alautun, vilket motsvarar 460 800 000 000 dygn. På monument har man endast sett användning upp till baktun, då högre ordningar ännu inte behövdes för astronomernas kalkyler. 
Systemet visar att maya med lätthet hanterade stora matematiska tal. Vårt system med julianska dagtal har inget slut alls, medan vår gregorianska kalender i och för sig fungerar ett bra tag till.

### 13.0.0.0.0

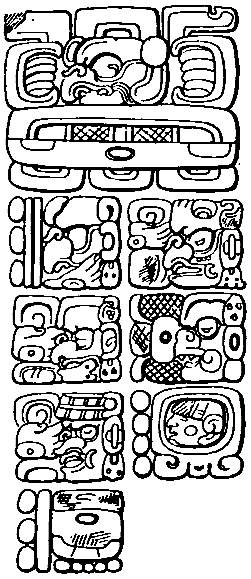
Östsidan av Stele C i Quiriguá med ett datum skrivet i mayaskrift enligt den långa räkningen som avser dess epok. Utläsningen 13.0.0.0.0 4 Ajaw 8 Cumku tolkas vanligen som 11 eller 13 augusti 3114 f.Kr. enligt Gregorianska kalendern. Datumet 13.0.0.0.0 4 Ajaw 3 K'ank'in kan i så fall bäst motsvara den 21 eller 23 december 2012.

Det finns många myter om maya-kalendern – en vanlig menade att den skulle ta slut den 21 december 2012. Så var ju inte fallet, som redovisats ovan. Det som hände 2012 var endast att baktun nummer 13 avslutades. Om det är första gången i maya-historien som en "stor årscykel" fullbordas bör lämnas osagt, exempelvis enligt Stele C härintill. Deras i övrigt cykliska tideräkning kanske inte har någon början. Kalendern kan nu likväl, om man vill hålla sig strikt vigesimal, fortsätta med baktun 14.
Tidsbegreppets hårda koppling till riter och mayas rika mytologi lockar inte oväntat till spekulationer hos dagens sökare. New Age-rörelsen har tagit till sig och omtolkat åtskilligt. En detalj som passade in här är vissa mayagruppers egna ragnaröksföreställningar i samband med skiften i baktun-cykler. 2012 förestod ett veritabelt storcirkelskifte, vilket av somliga tillmäts större vikt.
Många av de mayainskriptioner, som tar upp skeden av denna längd, låter räkningen övergå till ett nytt skede efter 13 baktun i stället för att avvakta till deras talsystems bas 20. Detta är i så fall ett andra avsteg från att konsekvent tillämpa vad deras vigesimala talsystem bör innebära. Vid det valet verkar samma talmystik, som ligger bakom Tzolkins 13 veckors-system, snarare än någon naturlig cykel, som år eller månad, ha spelat in. I Tapachula hade man dock anordnat nedräkning till 21 december 2012. Det var den lokala turistnäringens sätt att höja stämningen inför något märkligt lockande.
Mayakalenderns "stora årscykel", era, med 13 baktun, omfattade alltså perioden 3114 f.Kr. – 2012, med Holocén notation 6887 – 12012. Idag är det mest accepterade motsvarigheten till slutet av den trettonde baktun, det mayanska datumet 13.0.0.0.0, i den västerländska kalendern antingen den 21 eller 23 december 2012. Den cykeln slutade vid vintersolståndet december 2012. Maya-forskare har påpekat att tanken att låta kalenderns Långa räkning upphöra vid 2012 ger en missvisande bild av mayakulturens historia. Klassiska mayakällor i ämnet är få och motsägelsefulla om eventuell ytterligare mystik kring talet 13. Detta tyder snarare på att det då fanns liten eller ingen allmän enighet bland dem, om vad detta datum skulle innebära utöver de kommande profetiorna och befarat elände vid slutet på en baktun, vart 394:e år. 
Långa räkningens storcykel kom visserligen "runt ett varv" år 2012, men börjar nu antingen bara om igen eller (troligare) fortsätter på nästa baktun. Framför oss är det därför snarare fullbordan av innevarande pictun som kan oroa.